# محمد رحالي (لاعب كرة قدم)

## المنتخب الوطني
مثّل محمد رحالي المنتخب الوطني المغربي لأقل من 17 سنة (U17) ثم أقل من 20 سنة (U20)، وشارك في عدة تجمعات دولية شبابية.
محمد رحالي هو لاعب كرة قدم مغربي، يشغل مركز وسط ميدان هجومي. يُعرف بتمريراته الحاسمة ورؤيته التقنية في صناعة اللعب. بدأ مسيرته في أكاديمية الفتح الرباطي، وتدرّج داخل أبرز الأندية المغربية في القسم الأول والثاني. كما مثّل المنتخب الوطني المغربي لفئتي الفتيان والشبان، وشارك في عدة تجمعات دولية.

## المسيرة الكروية
تدرّج محمد رحالي في الفئات السنية لنادي الفتح الرباطي، حيث تلقّى تكوينه من 2006 إلى 2013، ولعب لجميع الفئات من الأشبال إلى الأمل، قبل أن يُدمج في الفريق الأول خلال موسم 2013–2014.
بعدها بدأ مسيرته الاحترافية في القسم الوطني الثاني مع نادي اتحاد تواركة، قبل أن ينتقل إلى شباب الريف الحسيمي في القسم الأول. وقد لعب للعديد من الأندية المغربية، منها:
- الفتح الرباطي
- نادي اتحاد تواركة
- شباب الريف الحسيمي
- رجاء بني ملال
- وداد تمارة
- نادي الراسينغ البيضاوي
- الاتحاد البيضاوي
- شباب أطلس خنيفرة
- نادي يوسفية برشيد

خلال موسم 2018–2019، ساهم رفقة رجاء بني ملال في الصعود إلى القسم الأول. كما تميّز بأدائه الهجومي وصناعته للفرص الحاسمة.

## المنتخب الوطني
شارك محمد رحالي مع المنتخب المغربي لأقل من 17 سنة وأقل من 20 سنة، وشارك في معسكرات واستحقاقات دولية من بينها تصفيات كأس إفريقيا تحت 17 سنة 2011 برواندا.
كما مثّل المنتخب الوطني في عدة معسكرات بمركز المعمورة تحت إشراف الإدارة التقنية الوطنية.

## أسلوب اللعب
يُعرف رحالي بأسلوب هجومي يعتمد على:
- التمريرات الدقيقة والحاسمة
- التحرك الذكي في وسط الميدان
- بناء اللعب والتحول الهجومي
- قراءة متميزة للعب تحت الضغط

## الحضور الرقمي
يمتلك محمد رحالي حضوراً على وسائل التواصل، خاصة على إنستغرام عبر حسابه @rahali.11، حيث يشارك جمهوره محتوى رياضياً من المباريات والتداريب.

## روابط خارجية
- Transfermarkt – Mohamed Rahali
- Mohamed Rahali – Footballdatabase
- صور محمد رحالي على ويكيميديا كومنز

- حساب محمد رحالي على إنستغرام

== تصنيفات == 